# 1053
1053（千五十三、せんごじゅうさん）は自然数、また整数において、1052の次で1054の前の数である。

## 性質
- 1053は合成数であり、約数は 1, 3, 9, 13, 27, 39, 81, 117, 351, 1053 である。
  - 約数の和は1694。
- 230番目のハーシャッド数である。1つ前は1050、次は1056。
  - 9を基としたとき61番目のハーシャッド数である。1つ前は1044、次は1062。
- 1053 = 182 + 272
  - 異なる2つの平方数の和で表せる308番目の数である。1つ前は1049、次は1060。(オンライン整数列大辞典の数列 A004431)
- 1053 = 13 × 34
  - n = 4 のときの 13 × 3n の値とみたとき1つ前は351、次は3159。(オンライン整数列大辞典の数列 A258597)
- 1053 = 332 − 36
  - n = 33 のときの n2 − 36 の値とみたとき1つ前は988、次は1120。(オンライン整数列大辞典の数列 A098847)

## その他 1053 に関連すること
- CBCラジオ名古屋本局の周波数は、1053kHz。
- ファミリーコンピュータのソフトは全1053本。
- トーゴーサン（10・5・3）は、税務署による課税所得の捕捉率に関する業種間格差。